# Stiepan Fiłatow
Stiepan Iwanowicz Fiłatow (ros. Степан Иванович Филатов, ur. w październiku 1901 w guberni orłowskiej, zm. w sierpniu 1980 w Moskwie) – funkcjonariusz radzieckich organów bezpieczeństwa, generał major.

## Życiorys
Urodzony w rodzinie biednego rosyjskiego chłopa, od października 1919 do marca 1920 odbywał służbę w Armii Czerwonej w Kozłowie, zwolniony z powodu choroby, w latach 1920-1923 uczył się w technikum w Jelcu, pracował w powiatowym komitecie Komsomołu w Jelcu. Od kwietnia 1925 w GPU, od kwietnia 1933 do 1934 szef Wydziału Tajno-Politycznego Tambowskiego Sektora Operacyjnego GPU, w latach 1934-1935 zastępca szefa Tambowskiego Sektora Operacyjnego GPU/NKWD, od października 1935 do września 1937 szef Oddziału 6 Wydziału Tajno-Politycznego Zarządu Bezpieczeństwa Państwowego (UGB) Zarządu NKWD Obwodu Centralno-Czarnoziemskiego, od 2 marca 1936 porucznik bezpieczeństwa państwowego. Od 23 września 1937 do 10 lipca 1938 pomocnik i zastępca szefa Wydziału 4 UGB Zarządu NKWD obwodu woroneskiego, od 2 czerwca 1938 starszy porucznik bezpieczeństwa państwowego, od września 1938 do lutego 1939 szef wydziału Zarządu NKWD Kraju Chabarowskiego, od lutego do maja 1939 szef Wydziału 2 UGB Zarządu NKWD Kraju Chabarowskiego, 31 marca 1939 awansowany na kapitana bezpieczeństwa państwowego, od maja 1939 do 14 października 1940 zastępca szefa Zarządu NKWD Kraju Chabarowskiego, 24 września 1940 awansowany na majora bezpieczeństwa państwowego. Od 14 października 1940 do 27 lutego 1941 zastępca szefa Wydziału 2 Głównego Zarządu Bezpieczeństwa Państwowego, od 27 lutego do 20 czerwca 1941 szef Wydziału 1 Zarządu 3 NKGB ZSRR, od 20 czerwca do 31 lipca 1941 ludowy komisarz bezpieczeństwa państwowego Kabardyno-Bałkarskiej ASRR, od 31 lipca 1941 do 7 maja 1943 ludowy komisarz spraw wewnętrznych Kabardyno-Bałkarskiej ASRR, 14 lutego 1943 awansowany na pułkownika bezpieczeństwa państwowego. Od 7 maja 1943 do 4 października 1944 ponownie ludowy komisarz bezpieczeństwa państwowego Kabardyno-Bałkarskiej ASRR, 18 marca 1944 mianowany komisarzem bezpieczeństwa państwowego, w listopadzie-grudniu 1944 odkomenderowany służbowo do Tartu, od 8 lutego 1945 do lutego 1946 zastępca szefa Zarządu NKGB obwodu mołotowskiego (obecnie obwód permski), 9 lipca 1945 mianowany generałem majorem. Od 1 marca 1946 do kwietnia 1950 szef Sektora Operacyjnego NKWD/MGB w Brandenburgii (Poczdam), od kwietnia 1950 do 5 listopada 1951 starszy doradca MGB ZSRR przy organach MSW Bułgarii, od 28 listopada 1951 do 16 marca 1953 zastępca ministra bezpieczeństwa państwowego Udmurckiej ASRR, od 9 kwietnia do maja 1953 szef Zarządu MWD obwodu kazańskiego, od 16 czerwca 1953 do lipca 1954 zastępca szefa Zarządu MWD obwodu czelabińskiego, następnie na emeryturze.

## Odznaczenia
- Order Lenina (24 listopada 1950)
- Order Czerwonego Sztandaru (dwukrotnie - 8 marca 1944 i 21 lutego 1945)
- Order Czerwonego Sztandaru Pracy (dwukrotnie - 1944 i 24 czerwca 1948)
- Order Czerwonej Gwiazdy (26 kwietnia 1940)
- Order „Znak Honoru” (2 lipca 1942)

I 6 medali.